# Trofeo Naranja
Il Trofeo Valencia Naranja, meglio noto come Trofeo Naranja (così anche in spagnolo; Trofeu Taronja in valenciano) è un torneo amichevole estivo di calcio internazionale organizzato dal Valencia. Si disputa con cadenza annuale a Valencia dal 1970 (ad eccezione del 1971, del 2004 e del 2020, anni in cui non si è giocato) nello stadio di Mestalla, generalmente nel mese di agosto, e vede confrontarsi il Valencia con altre squadre di club (sebbene abbiano partecipato in via eccezionale anche squadre nazionali come l'Ungheria e l'Unione Sovietica).

## Storia
Antesignano dell'odierno torneo è stato l'originario Trofeo Naranja, organizzato tra il 1959 e 1964 (ad eccezione del 1960) per iniziativa della giunta direttiva presieduta da Vicente Iborra Gil. Nell'edizione inaugurale parteciparono, oltre al Valencia, gli italiani dell'Inter e i brasiliani del Santos; furono questi ultimi, in cui militava all'epoca Pelé, a vincere per la prima volta il trofeo battendo l'Inter per 7-1.
Nelle prime edizioni del Trofeo Valencia Naranja il torneo era triangolare, anche se in 2 edizioni, ossia nel 1976 e nel 1981, divenne un quadrangolare. In particolare, nell'edizione del 1976, fece il suo esordio con la maglia del Valencia Mario Alberto Kempes, che non fu tra i migliori del torneo, sbagliando anche un rigore. Solo a partire dalla fine degli anni 1990 la formula del torneo si è stabilizzata sulla gara unica tra il Valencia ed un'altra squadra sfidante.
Da segnalare che nell'edizione del 1992, alla quale parteciparono, oltre ai padroni di casa, la Sampdoria e la Dinamo Mosca, essendosi classificate prime a pari merito la squadra spagnola e quella russa, per assegnare il trofeo si fece ricorso al lancio di una monetina, che premiò i moscoviti.

## Albo d'oro

### Trofeo Naranja
| Edizione | Anno | 1º classificato | Risultato   | 2º classificato  | 3º classificato |
| -------- | ---- | --------------- | ----------- | ---------------- | --------------- |
| I        | 1959 | Santos          | triangolare | Valencia         | Inter           |
| II       | 1961 | Valencia        | triangolare | Barcellona       | Botafogo        |
| III      | 1962 | Valencia        | triangolare | Sporting Lisbona | Blackpool       |
| IV       | 1964 | Flamengo        | triangolare | Valencia         | Nacional        |

### Trofeo Valencia Naranja
| Edizione  | Anno | 1º classificato                                    | Risultato | 2º classificato                                | 3º classificato                                | 4º classificato                                |
| --------- | ---- | -------------------------------------------------- | --- | ---------------------------------------------- | ---------------------------------------------- | ---------------------------------------------- |
| I         | 1970 | Valencia                                           | triangolare | Independiente                                  | Partizan                                       |                                                |
| Annullata | 1971 | Edizione non disputata                             | Edizione non disputata | Edizione non disputata                         | Edizione non disputata                         | Edizione non disputata                         |
| II        | 1972 | Bayern Monaco                                      | triangolare | Valencia                                       | Feyenoord                                      |                                                |
| III       | 1973 | Stella Rossa                                       | triangolare | Valencia                                       | Standard Liegi                                 |                                                |
| IV        | 1974 | PSV                                                | triangolare | Valencia                                       | Győri ETO                                      |                                                |
| V         | 1975 | Valencia                                           | triangolare | Zurigo                                         | ADO Den Haag                                   |                                                |
| VI        | 1976 | CSKA Mosca                                         | Quadrangolare | Dinamo Mosca                                   | Hércules                                       | Valencia                                       |
| VII       | 1977 | Borussia M'gladbach                                | triangolare | Valencia                                       | Vitória Setúbal                                |                                                |
| VIII      | 1978 | Valencia                                           | triangolare | Huracán                                        | Ajax                                           |                                                |
| IX        | 1979 | Valencia                                           | triangolare | Español                                        | Borussia M'gladbach                            |                                                |
| X         | 1980 | Valencia                                           | triangolare | Vasco da Gama                                  | Boca Juniors                                   |                                                |
| XI        | 1981 | Ungheria                                           | triangolare | Valencia                                       | Millonarios                                    |                                                |
| XII       | 1982 | Kaiserslautern                                     | triangolare | Valencia                                       | Luton Town                                     |                                                |
| XIII      | 1983 | Valencia                                           | triangolare | Peñarol                                        | Internacional                                  |                                                |
| XIV       | 1984 | Valencia                                           | triangolare | River Plate                                    | Amburgo                                        |                                                |
| XV        | 1985 | Boca Juniors                                       | 4-2 | Valencia                                       |                                                |                                                |
| XVI       | 1986 | Flamengo                                           | 3-0 | Valencia                                       |                                                |                                                |
| XVII      | 1987 | Barcellona                                         | triangolare | Fiorentina                                     | Valencia                                       |                                                |
| XVIII     | 1988 | Valencia                                           | triangolare | Porto                                          | Vasco da Gama                                  |                                                |
| XIX       | 1989 | Valencia                                           | triangolare | Nacional                                       | Ajax                                           |                                                |
| XX        | 1990 | Real Madrid                                        | triangolare | Valencia                                       | CSKA Sofia                                     |                                                |
| XXI       | 1991 | Valencia                                           | triangolare | San Paolo                                      | Unione Sovietica                               |                                                |
| XXII      | 1992 | Dinamo Mosca (Definita con lancio della monetina*) | triangolare (*Dinamo Mosca e Valencia si classificarono a Pari Punti e si dovette procedere con il lancio della monetina per assegnare il trofeo, la monetina favorì i russi che vinsero così il Trofeo) | Valencia                                       | Sampdoria                                      |                                                |
| XXIII     | 1993 | Valencia                                           | triangolare | Feyenoord                                      | Werder Brema                                   |                                                |
| XXIV      | 1994 | Valencia                                           | triangolare | Barcellona                                     | Real Valladolid                                |                                                |
| XXV       | 1995 | Atlético Madrid                                    | triangolare | Valencia                                       | Tenerife                                       |                                                |
| XXVI      | 1996 | Valencia                                           | triangolare | Perugia                                        | Flamengo                                       |                                                |
| XXVII     | 1997 | Palmeiras                                          | triangolare | Valencia                                       | Flamengo                                       |                                                |
| XXVIII    | 1998 | Valencia                                           | 2-0 | Dinamo Bucarest                                |                                                |                                                |
| XXIX      | 1999 | Valencia                                           | 2-0 | Austria Salisburgo                             |                                                |                                                |
| XXX       | 2000 | Parma                                              | 0-0 (3 - 0) Dcr | Valencia                                       |                                                |                                                |
| XXXI      | 2001 | Valencia                                           | 2-1 | Peñarol                                        |                                                |                                                |
| XXXII     | 2002 | Valencia                                           | 5-2 | Nacional                                       |                                                |                                                |
| XXXIII    | 2003 | Real Madrid                                        | 0-0 (6 - 5) Dcr | Valencia                                       |                                                |                                                |
| Annullata | 2004 | Edizione non disputata                             | Edizione non disputata | Edizione non disputata                         | Edizione non disputata                         | Edizione non disputata                         |
| XXXIV     | 2005 | Udinese                                            | triangolare | Valencia                                       | Olympiacos                                     |                                                |
| XXXV      | 2006 | Valencia                                           | 2-0 | Roma                                           |                                                |                                                |
| XXXVI     | 2007 | Parma                                              | 2-0 | Valencia                                       |                                                |                                                |
| XXXVII    | 2008 | Valencia                                           | 2-1 | Vitesse                                        |                                                |                                                |
| XXXVIII   | 2009 | Valencia                                           | 2-0 | Arsenal                                        |                                                |                                                |
| XXXIX     | 2010 | Valencia                                           | 2-0 | Fiorentina                                     |                                                |                                                |
| XL        | 2011 | Valencia                                           | 3-0 | Roma                                           |                                                |                                                |
| XLI       | 2012 | Valencia                                           | 1-1 (2 - 0) Dcr | Porto                                          |                                                |                                                |
| XLII      | 2013 | Valencia                                           | 2-1 | Olympiacos                                     |                                                |                                                |
| XLIII     | 2014 | Valencia                                           | 2-1 | Milan                                          |                                                |                                                |
| XLIV      | 2015 | Roma                                               | 3-1 | Valencia                                       |                                                |                                                |
| XLV       | 2016 | Valencia                                           | 2-1 | Fiorentina                                     |                                                |                                                |
| XLVI      | 2017 | Atalanta                                           | 2-1 | Valencia                                       |                                                |                                                |
| XLVII     | 2018 | Valencia                                           | 3-0 | Bayer Leverkusen                               |                                                |                                                |
| XLVIII    | 2019 | Inter                                              | 1-1 (8-7) d.c.r. | Valencia                                       |                                                |                                                |
| Annullata | 2020 | Edizione non disputata causa Pandemia Covid-19     | Edizione non disputata causa Pandemia Covid-19 | Edizione non disputata causa Pandemia Covid-19 | Edizione non disputata causa Pandemia Covid-19 | Edizione non disputata causa Pandemia Covid-19 |
| XLIX      | 2021 | Valencia                                           | 0-0 (5-3) d.c.r. | Milan                                          |                                                |                                                |
| LVI       | 2022 | Valencia                                           | 2-1 | Atalanta                                       |                                                |                                                |
| LVII      | 2023 | Valencia                                           | 1-2 | Aston Villa                                    |                                                |                                                |
| LVIII     | 2024 | Valencia                                           | 3 - 2 | Eintracht Francoforte                          |                                                |                                                |
| LIX       | 2025 | Valencia                                           | 3 - 0 | Torino                                         |                                                |                                                |

## Statistiche

### Vittorie per squadra
| Squadra             | Vittorie | Stagione |
| ------------------- | -------- | --- |
| Valencia            | 33       | 1961, 1962, 1970, 1975, 1978, 1979, 1980, 1983, 1984, 1988, 1989, 1991, 1993, 1994, 1996, 1998, 1999, 2001, 2002, 2006, 2008, 2009, 2010, 2011, 2012, 2013, 2014, 2016, 2018, 2021,2022, 2024, 2025 |
| Flamengo            | 2        | 1963, 1986 |
| Real Madrid         | 2        | 1990, 2003 |
| Parma               | 2        | 2000, 2007 |
| Santos              | 1        | 1959 |
| Bayern Monaco       | 1        | 1972 |
| Stella Rossa        | 1        | 1973 |
| PSV                 | 1        | 1974 |
| CSKA Mosca          | 1        | 1976 |
| Borussia M'gladbach | 1        | 1977 |
| Ungheria            | 1        | 1981 |
| Kaiserslautern      | 1        | 1982 |
| Boca Juniors        | 1        | 1985 |
| Barcellona          | 1        | 1987 |
| Dinamo Mosca        | 1        | 1992 |
| Atlético Madrid     | 1        | 1995 |
| Palmeiras           | 1        | 1997 |
| Udinese             | 1        | 2005 |
| Roma                | 1        | 2015 |
| Atalanta            | 1        | 2017 |
| Inter               | 1        | 2019 |
| Aston Villa         | 1        | 2023 |

### Partecipazioni

#### Ospite
- 52 –  Valencia

#### Avversari
- 4 –  Flamengo
- 3 –  Barcellona
- 3 –  Fiorentina
- 3 –  Roma
- 2 –  Inter
- 2 –  Feyenoord
- 2 –  Dinamo Mosca
- 2 –  Ajax
- 2 –  Boca Juniors
- 2 –  Vasco da Gama
- 2 –  Peñarol
- 2 –  Porto
- 2 –  Nacional
- 2 –  Real Madrid
- 2 –  Parma
- 2 –  Olympiacos
- 2 –  Milan
- 2 –  Atalanta
- 1 –  Santos
- 1 –  Botafogo
- 1 –  Blackpool
- 1 –  Nacional
- 1 –  Independiente
- 1 –  Partizan
- 1 –  Bayern Monaco
- 1 –  Stella Rossa
- 1 –  Standard Liegi
- 1 –  PSV
- 1 –  Győri ETO
- 1 –  Zurigo
- 1 –  ADO Den Haag
- 1 –  CSKA Mosca
- 1 –  Hércules
- 1 –  Borussia M'gladbach
- 1 –  Vitória Setúbal
- 1 –  Huracán
- 1 –  Borussia Dortmund
- 1 –  Espanyol
- 1 –  Ungheria
- 1 –  Millonarios
- 1 –  Kaiserslautern
- 1 –  Luton Town
- 1 –  Internacional
- 1 –  Amburgo
- 1 –  River Plate
- 1 –  CSKA Sofia
- 1 –  Unione Sovietica
- 1 –  San Paolo
- 1 –  Sampdoria
- 1 –  Werder Brema
- 1 –  Real Valladolid
- 1 –  Atlético Madrid
- 1 –  Tenerife
- 1 –  Perugia
- 1 –  Palmeiras
- 1 –  Dinamo Bucarest
- 1 –  Austria Salisburgo
- 1 –  Udinese
- 1 –  Vitesse
- 1 –  Arsenal

- 1 –  Bayer Leverkusen
- 1 -  Aston Villa
- 1 -  Torino

## Vittorie per nazione
| Nazione     | Vittorie |
| Spagna      | 37       |
| Italia      | 6        |
| Germania    | 3        |
| Brasile     | 2        |
| Russia      | 2        |
| Argentina   | 1        |
| Ungheria    | 1        |
| Paesi Bassi | 1        |
| Serbia      | 1        |
| Inghilterra | 1        |